# Deserticossus volgensis
Deserticossus volgensis is een vlinder uit de familie houtboorders (Cossidae). De wetenschappelijke naam is voor het eerst geldig gepubliceerd in 1893 door Christoph.
De soort komt voor in Europa.